# ギュンター・グラス
ギュンター・グラス（Günter Grass、1927年10月16日 - 2015年4月13日）は、ドイツの現代小説家、劇作家、版画家、彫刻家。代表作に『ブリキの太鼓』、『ひらめ』、『女ねずみ』、『はてしなき荒野』などがある。1999年にノーベル文学賞受賞。

## 来歴

### 誕生と第二次世界大戦終戦まで

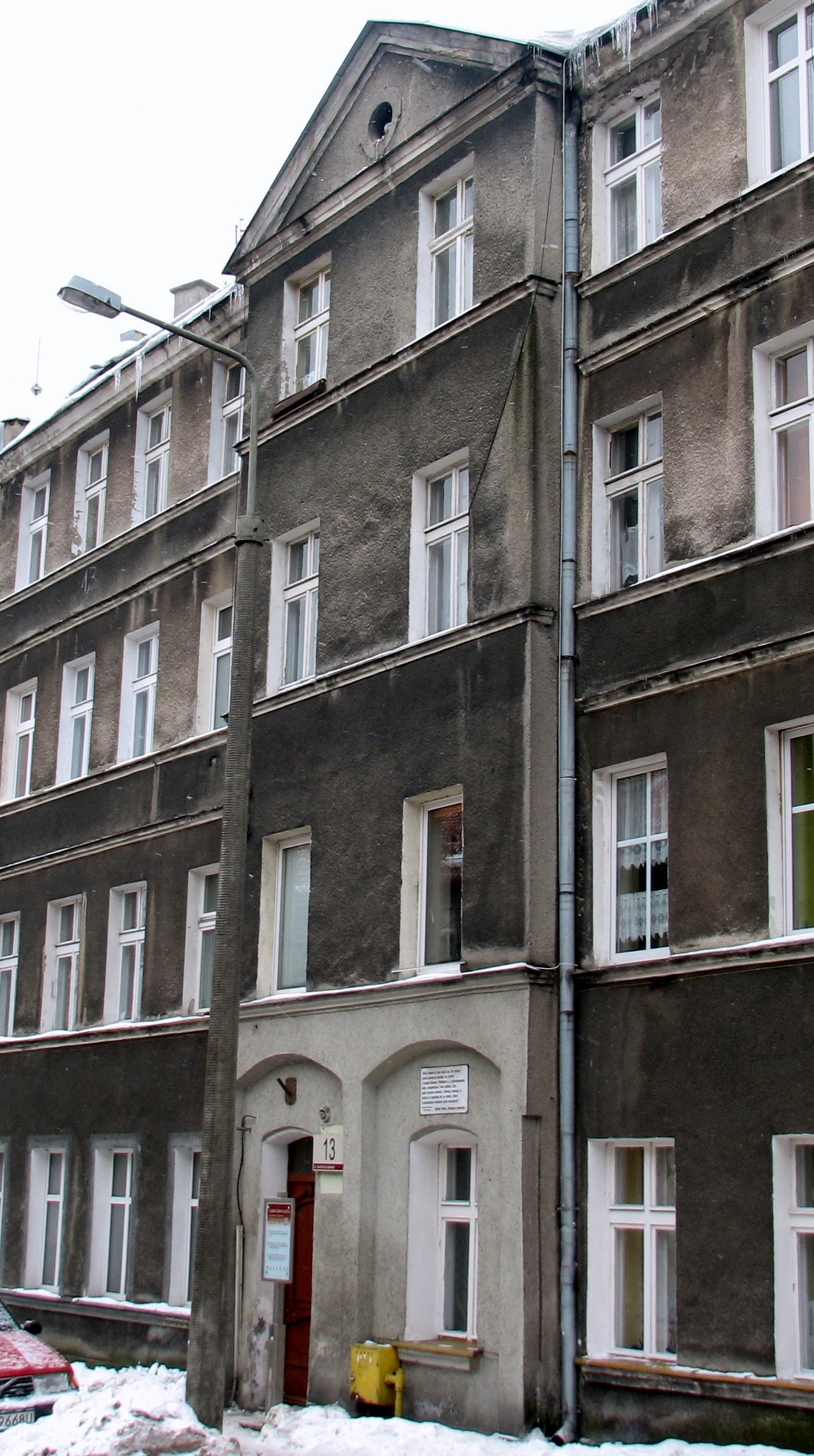
グラスの生家

グラスは、1927年10月16日ダンツィヒ（現在のグダニスク）に生まれる。グラスが生まれた当時は、第一次世界大戦のドイツ敗戦により、国際連盟の管理下に置かれていた。グラスの両親は、雑貨商を営み、父親はドイツ人で、母親はカシューブ人であった。また、グラスの父親はプロテスタントで、1936年にナチス党入党、ダンツィヒがナチス・ドイツに占領されると下級官吏となった。母親はカトリックだった。
グラスは、少年の頃に「カシューブ人」というタイトルの小説を書いたが、最初の数ページで、登場人物を全員死亡させてしまう。これを受けて、後年の小説では、登場人物を大切に扱うようになった。
少年時代のグラスは、ナチス・ドイツの影響を受け、愛国主義の強い少年として育った。少年時代は、ナチス系の雑誌に懸賞作文を応募したこともある。
第二次世界大戦勃発後、ダンツィヒはナチス・ドイツの領土となる。グラスは15歳でドイツ空軍の補助員となり、1944年には、武装親衛隊から召集を受け、第10SS装甲師団の装甲狙撃兵として所属する。装甲狙撃兵という兵科であったが、実情は兵士と言えない状況であった。
1945年4月、所属していた部隊は、コトブスでソ連軍の攻撃によって壊滅し、グラスも負傷し、マリーエンバートの野戦病院に搬送される。その後、バイエルン州でアメリカ軍の捕虜となり、その際、親衛隊が強制収容所を運営していたことを知り、衝撃を受ける。ただ、この時の体験が、後の活動や作品に活かされることになる。

### 終戦直後から人気作家へ

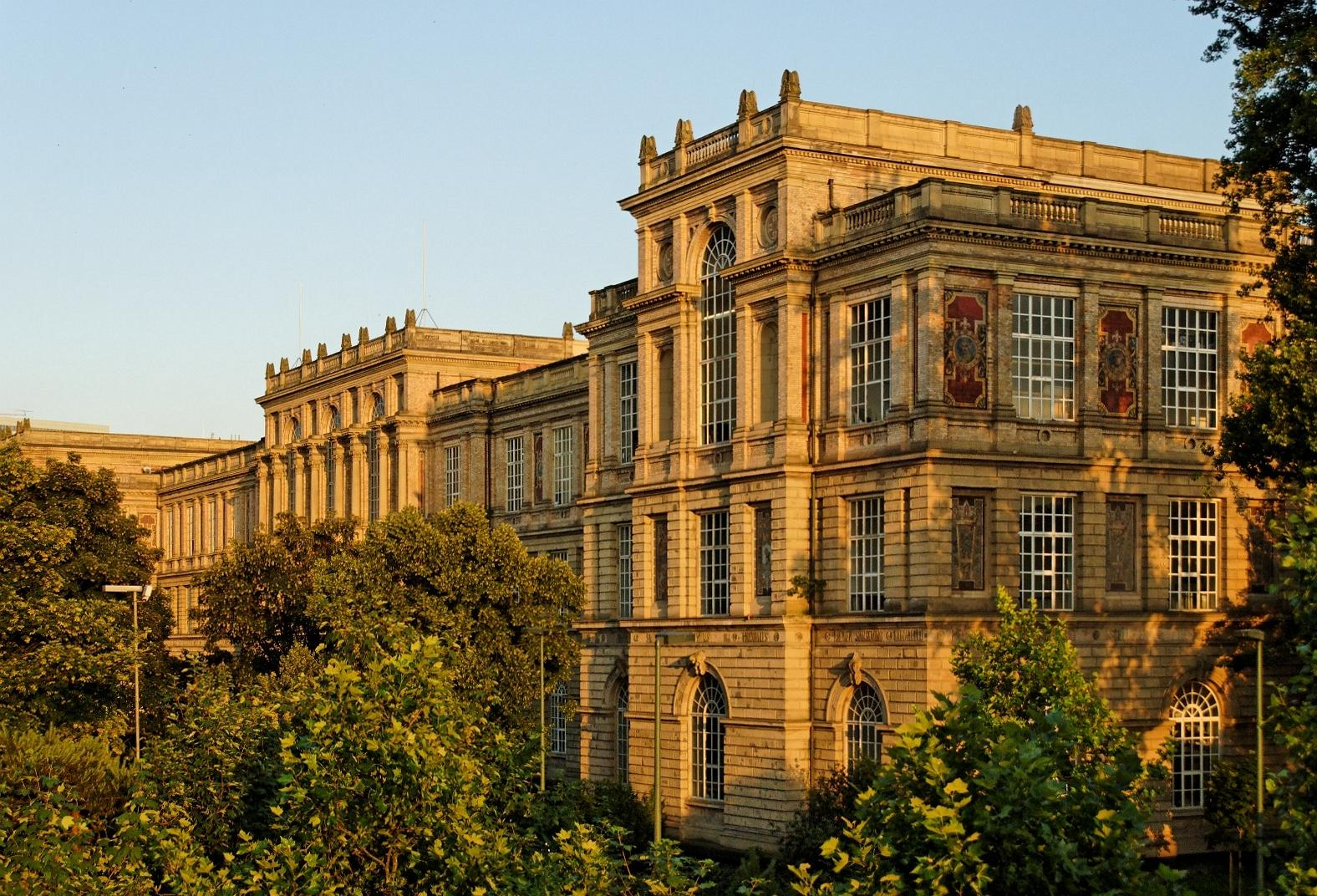
2009年のデュッセルドルフ美術アカデミー

グラスは、1946年に捕虜収容所を釈放されるが、故郷のダンツィヒは既にドイツ領ではなかったため、同地を離れ、ラインラントで農業に従事したり、ハノーファーで鉱山業に従事するなどしていた。鉱山では、未だナチズムに傾倒する者、社会民主主義者、共産主義者の3派からなる思想を持った同僚達がおり、グラスは社会民主主義に同調するようになる。
1947年には、デュッセルドルフ美術アカデミーで彫刻を学ぼうと考えたが、同年時点では同校は戦災により入学できず、グラスは1年間石工として修業する。
1948年にデュッセルドルフ美術アカデミーに入学し、彫刻と絵画を学んだ。その後、1952年には、ベルリン芸術大学に籍を置いた。美術学生時代は、イタリアやフランスへヒッチハイクで旅行し、後の妻となるアンナと出会い、1954年に結婚する。結婚した1954年には、グラスは、造形作家として初の展示会を開催する。
1955年、グラスの妻・アンナとグラスの妹が、南ドイツ放送主催の詩のコンテストにグラスの詩を無断で応募したところ、これが3位に入賞する。同コンクールの審査者の中には、47年グループの関係者がおり、グラスは1955年、同グループから招待を受ける。47年グループは、作家や詩人からなる集団で、招待を受けた者は未発表の作品をグループの前で朗読を行い、一切の反論を許されない批評を受けることになっていた。グラスは、47年グループの会合で、自作の詩を朗読し、これがグループ内で高い評価を受け、47年グループ文学賞を受賞する。
47年グループでの高い評価を受けたグラスの詩作は、ルフターハントという中小の出版社から「風見鶏の長所」として出版された。ただ、同詩集により一躍人気作家となったわけではなく、出版部数は3年間でわずか700部に過ぎなかった。グラスは、ベルリン芸術大学を退学し、妻のアンナと共に1956年からパリに移住する。

### ダンツィヒ三部作
1959年、「ブリキの太鼓」を出版。これが高い評価を受け、十数か国語に翻訳され、数々の文学賞を受賞し、後に映画化された。ブリキの太鼓の作品構想は、1952年の春から秋にかけて旅行したフランスにおいて、3歳の男の子がブリキの太鼓で遊んでいる様子からヒントを得て、1953年夏には、ブリキの太鼓のスケッチを執筆した。「ブリキの太鼓」では、3歳で自らの意思で成長を止めた少年オスカルの視点から、ナチス・ドイツの台頭から戦後ドイツの復興までを描いている。
グラスは、「ブリキの太鼓」出版後、西ベルリンへと戻る。1961年には、「猫と鼠」を発表し、同作は性的描写や、キリスト教への不敬とみられる記述に対して非難があったものの、同業の作家や評論家がグラスを擁護したため、非難の声も収まった。「猫と鼠」は、ナチス・ドイツ時代のダンツィヒが舞台で、主人公の喉仏が異常に大きい少年マールケは、戦功を挙げ、高校に公演のためにやってきたOBの勲章を盗み、退学処分を受ける。やがてマールケも、軍に入隊し、戦功を挙げ、出身高校に凱旋するが、退学処分の前科を校長にとがめられ、腹いせに校長を襲撃し、行方をくらませるという内容の作品である。
そして、1963年には、「犬の年」を発表する 。同作品は、売り上げも評判も芳しくなかった。「犬の年」では、第二次世界大戦を起点に戦前・戦中・戦後に内容を分け、それぞれ3人の語り手が登場する。同作品では、ユダヤ人のアムゼルと、そのユダヤ人の幼馴染でナチズムに傾倒するマテルンを主人公に据えて、迫害する側と、迫害される側、そして傍観する側視点の様子を描いている。
「ブリキの太鼓」、「猫と鼠」、「犬の年」これら3作品は、ダンツィヒ3部作と呼ばれている。

### 政治活動への参画

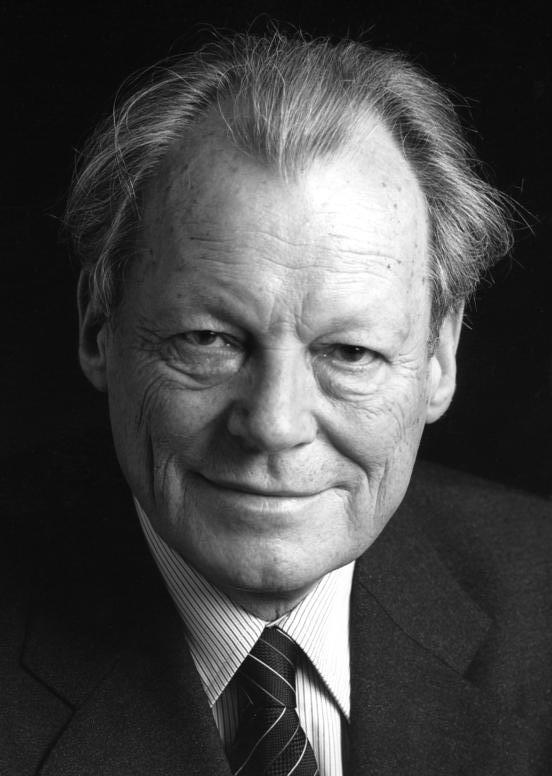
グラスと付き合いの深かったヴィリー・ブラント首相

1960年代になると、グラスは政治活動に身を投じ、当時野党であったドイツ社会民主党（以下、SPD）を支援するようになる（入党は1982年）。グラスは、SPDの党首ヴィリー・ブラントへの誹謗中傷がきっかけとして、ブラントを支援するようになる。グラスは、SPDの選挙応援の演説を行ない、その回数は、1965年に52回、1969年には190回、1972年には129回に及んだ。グラスによる演説会の収益は、当時の金額で1万4189マルク（当時の日本円で約140万円）にも上った。そして、その収益を、ドイツ連邦軍の書籍購入資金として寄付した。グラスの選挙応援演説は、CDU/CSUからは売名行為として受け止められた。特に、ルートヴィヒ・エアハルトからは、著作を散々に酷評される事態に見舞われた。
グラスとヴィリー・ブラントとの結びつきは非常に強く、グラスは、ブラントの1970年のワルシャワ訪問の際にも同行していた。ただ、無条件にブラントを支持していたわけではなく、1966年のCDU/CSU、SPDとの大連立政権については、「惨めな結婚」と非難している。
1960年代は、政治活動のみで生計を立てていたわけではない。1966年には、戯曲「賎民の暴動稽古」を執筆し、同劇では、1953年6月に発生した東ベルリン暴動において、反共産主義運動に参加しなかったベルトルト・ブレヒトへの批判を込めている。1969年には、小説「局所麻酔をかけられて」を発表し、同作品では、ベトナム戦争で揺れ動く1967年のベルリンの様子を描いている。1972年に発表された「蝸牛の日記から」では、自身を題材とした小説で、SPDの選挙応援に奔走する様子を描き出している。
1974年には、それまで所属していたカトリック教会を脱会する。後にグラス自身が語るところによれば、「坊主に献金するのは嫌だから、制度としての教会は脱会した。だが、世界観はキリスト教である」と述べた。グラスは教会に納める教会税法に反対していたのである。
グラスが支持していたヴィリー・ブラントが1974年に退陣すると、政治活動への注力も収まったかに見えたが、実際には、1979年のソ連によるアフガニスタン侵攻、パーシング IIの配備などの、アメリカへの接近を進める西ドイツに対して警鐘を鳴らしていた。

### 東西ドイツ統一と統一後
グラスは、ドイツ再統一には批判的であった。その理由としては、ドイツは地域毎に分離しているのであれば平和であるが、統一された場合はそうとはならず、ドイツ帝国、ヴァイマル共和国、ナチス・ドイツがいずれも短命且つ惨劇で終わっているためである。東西ドイツは、西ドイツが東ドイツを吸収する形で統一されたが、これについてもグラスは批判的であり、再統一の際に基本法では、新たな憲法を制定するとされているにも関わらず、それが守られていないと指摘している。グラスは、東西ドイツについては、再統一ではなく、国家連合の構想を抱き、西ドイツが東ドイツに対して、負担調整を行うべきであると主張し、マスコミから批判された。また、グラスは、東ドイツの窮状は、終戦後のソ連による接収が原因であると考えていた。グラスは、東西ドイツの再統一は、西ドイツと東ドイツの真の平等が達成されてからであると主張した。
グラスは、1986年8月から1987年1月まで、インドのカルカッタのスラムに滞在し、その経験を基に、エッセイ「舌を出す」を1988年に出版した。これ以降、南北問題や移民問題について関心を持つようになり、ドイツ再統一後の、移民規制への反発や、外国人排斥の抗議運動を行った。
ドイツ再統一後も、執筆活動を続け、その中でも、1995年に発表された「はてしなき荒野」は、デア・シュピーゲルの表紙にマルツェル・ライヒ＝ラニツキが同作品を引き裂いている写真が出たため、大きな話題を呼んだ。「はてしなき荒野」では、ドイツ再統一直前の旧東ドイツを舞台とし、テオドール・フォンターネを同作品内に登場させ、警察国家の様子を描いている。
グラスは、1999年にノーベル文学賞を受賞する。グラスは、ノーベル賞の賞金をマイノリティ保護に使うと宣言した。
2002年発表の「蟹の横歩き」では、戦後ドイツではタブー視されていたヴィルヘルム・グストロフ号の戦没事件を取り扱った。ヴィルヘルム・グストロフ号は第二次世界大戦末期に、多数のドイツの民間人が犠牲となった事件であるが、「蟹の横歩き」はドイツの被害を訴えた内容ではなく、ナチズムについて描いた作品である。かつて「はてしなき荒野」を散々に批判したマルツェル・ライヒ＝ラニツキからは高く評価された。

### 武装親衛隊への所属告白と死去

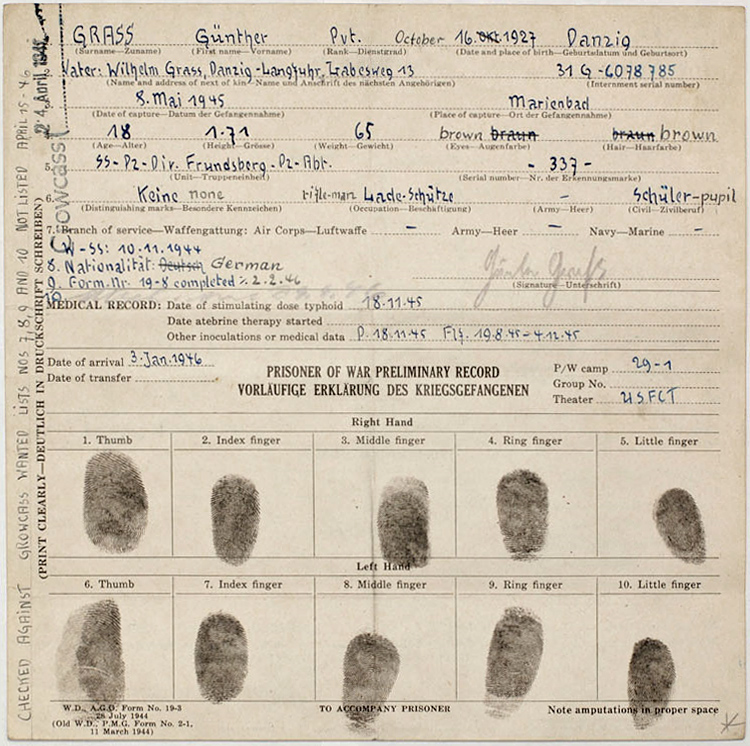
シュピーゲルが確認した米軍文書

2006年に発表した自伝的小説「玉ねぎの皮をむきながら」において、グラスは自身が戦争末期に武装親衛隊に召集され、同部隊に所属していたことを告白した。2006年8月11日付け日刊紙フランクフルター・アルゲマイネのインタビューで、この記述を事実と言明した。この言明はドイツ国内に大きな波紋を呼び、国際的に広く報道された。大手ニュース週刊誌デア・シュピーゲルも同15日付で、米軍文書からその事実を確認したと報道している。ポーランドの元大統領レフ・ヴァウェンサ（レフ・ワレサ）や与党法と正義が名誉市民の称号返上を求め、グラスの出生地グダニスク市から説明要請を受けている。
報道によれば、文壇、歴史学者や政界で賛否両論が飛び交ったとされているが、ドイツ国内に於けるテレビ世論調査によれば七割近くはグラスへの信頼を表明し、主に批判側に回ったのは、グラスが一貫して支持し続けたSPDと対立するCDUであったとする指摘があった、召集された時期が、戦争末期であったことや、半ば強制的に武装親衛隊に編入されたこともあり、次第に批判の声は少なくなっていった。
戦後60年以上の間、この過去の告白を拒み続けたグラスは、「それでもその重荷は、決して軽減されることはなかった」とその自伝に記し、また、隠していたことを誤りであったと認めている。
問題の火種となった自伝は8月下旬からベストセラーとなり出版部数は20万部を突破し、ポーランドでは批判が収束しているが、グラスは、一連の抗議を懸念して12月に予定されていた「国家間の和解に貢献した人物」に与えられる「国際懸け橋賞」の受賞を辞退している。
グラスは、最晩年になっても活動に衰えはなく、2012年には詩「言わねばならぬ」において、核兵器所持の疑惑があるイランに対しての先制攻撃を画策するイスラエルを批判し、同国から入国禁止処分が下された。
グラスは、2015年4月13日に死去した。

### エピソード
グラスの出世作である「ブリキの太鼓」は、出版当時ブレーメン市の文学賞を受賞するも、同作品において、ブレーメン市側は、自分達が槍玉に挙げられていることを知り、グラスへの賞品を差し押さえるということがあった。
グラスの女性遍歴は華やかで、2度の婚姻と、内縁の妻との間に子供が合計で8人もいた。最初の妻であるアンナとは、1954年に結婚後1978年に離婚し、1972年には内縁の妻との間に子供をもうけ(1976年離別)、1979年に再婚する。
グラスは、1978年に訪日し、大江健三郎と対談した。彼は、その際京都、神戸、高知を訪問する。
グラスは、1966年に短編集「おはなし、おはなし」を出版した際、アルトゥール・クノッフというペンネームの無名の新人が書いたことにし、著者近影には、当時の妻・アンナの男装写真を載せた。当時のマスコミは、この作品をグラスが書いたものと見破ることができなかった。

## 主な作品
- 『ブリキの太鼓』（Die Blechtrommel (1959)、高本研一訳、集英社） 1972、のち文庫
- 『ブリキの太鼓』（池内紀訳、河出書房新社、世界文学全集） 2010
- 『猫と鼠』（Katz und Maus (1961)、高本研一訳、集英社文庫） 1977
- 『犬の年』（Hundejahre (1963)、中野孝次訳、集英社） 1969
- 『自明のことについて』（高本研一, 宮原朗訳、集英社） 1970
- 『局部麻酔をかけられて』（Örtlich betäubt (1969)、高本研一訳、集英社） 1972
- 『蝸牛の日記から』（Aus dem Tagebuch einer Schnecke (1972)、高本研一訳、集英社） 1976
- 『ひらめ』（Der Butt (1979)、高本研一, 宮原朗訳、集英社） 1981
- 『テルクテの出会い』（高本研一訳、集英社） 1983
- 『女ねずみ』（Die Rättin (1986)、高本研一, 依岡隆児訳、国書刊行会、文学の冒険） 1994.12
- 『ドイツ統一問題について』（高本研一訳、中央公論社） 1990.8
- 『僕の緑の芝生』（飯吉光夫訳、小沢書店） 1993.10
- 『鈴蛙の呼び声』（Unkenrufe (1992)、高本研一, 依岡隆児訳、集英社） 1994
- 『ギュンター・グラスの40年 仕事場からの報告』（フリッツェ・マルグル編、高本研一, 斎藤寛訳、法政大学出版局） 1996.1
- 『はてしなき荒野』（Ein weites Feld (1995)、林睦實, 石井正人, 市川明訳、大月書店） 1999.11
- 『私の一世紀』（Mein Jahrhundert (1999)、林睦實, 岩淵達治訳、早稲田大学出版部） 2001.5
- 『蟹の横歩き ヴィルヘルム・グストロフ号事件』（Im Krebsgang (2002)、池内紀訳、集英社） 2003.3
- 『本を読まない人への贈り物』（飯吉光夫訳、西村書店） 2007.12
- Letzte Tänze (2003)
- 『玉ねぎの皮をむきながら』（Beim Häuten der Zwiebel (2006)、依岡隆児訳、集英社） 2008.5
- 『箱型カメラ』（Die Box (2008)、藤川芳朗訳、集英社） 2009.11